# ونیز (فیلم)
«ونیز» (اسپانیایی: Venecia‎) یک فیلم است که در سال ۲۰۱۴ منتشر شد.